# Citoyen assesseur en droit français
Un citoyen dit « assesseur » est un citoyen appelé à participer au jugement de certains délits graves et à certaines décisions de libération conditionnelle. Tiré au sort puis sélectionné à partir des listes électorales, il peut siéger et contribuer à la justice pénale au maximum 10 jours dans l’année. Ce dispositif a été expérimenté de 2011 à 2013 en vertu de la loi du 10 août 2011 « sur la participation des citoyens au fonctionnement de la justice pénale et le jugement des mineurs » (art. 54). Il n'est aujourd'hui plus en vigueur, l'expérimentation n'ayant pas été jugée concluante. 

## Statut légal

### Contexte français
Depuis plus de deux siècles, les citoyens participent au jugement des infractions les plus graves que sont les crimes en étant jurés dans les cours d'assises. Les crimes (par exemple les viols, les vols à main armée, les meurtres, ...) sont ainsi jugés par des citoyens désignés par tirage au sort sur les listes électorales. À l’image de ce fonctionnement, la désignation de citoyens pour participer à la justice pénale vise à permettre aux citoyens de participer au jugement de certains délits graves et à certaines décisions de libération conditionnelle.
Implicitement, il a été créé aussi pour que les citoyens assesseurs soient des aiguillons à l'égard des juges, suspectés de faiblesse, voire de laxisme, à l'égard des accusés ou prévenus.

### Loi du 10 août 2011
La loi du 10 août 2011  prévoit d'expérimenter ce dispositif. Selon celui-ci, des citoyens assesseurs, tirés au sort puis sélectionnés à partir des listes électorales, siègent désormais aux côtés de trois magistrats afin de participer au jugement de certains délits graves et à certaines décisions de libération conditionnelle. Ces délits sont les agressions sexuelles et les violences volontaires ayant entraînées une ITT supérieure à 8 jours.
Chaque citoyen prête serment. Il ne peut pas être appelé à siéger plus de 10 jours dans l’année.
La dénomination de « citoyen assesseur » a été choisie par rapport aux magistrats qui président ou qui sont assesseurs. Le pendant non professionnel des « magistrats assesseurs » est donc la notion de « citoyens assesseurs ».

### Expérimentations et application de la loi du 10 août 2011
Ces dispositions ont été appliquées, à titre expérimental, à partir du 1er janvier 2012, dans les cours d'appel de Dijon et de Toulouse et dans les tribunaux situés dans leurs ressorts : Chalon-sur-Saône, Mâcon, Dijon, Chaumont, Albi, Castres, Foix, Toulouse et Montauban. Le nombre de citoyens assesseurs désignés pour l’année est fixé par arrêté du ministre de la justice, .
L’expérimentation devait se poursuivre jusqu'au 1er janvier 2014 dans au plus dix cours d'appel, les nouvelles cours d'appel concernées étant déterminées par les arrêtés du garde des sceaux du 16 février et du 2 mai 2012. Néanmoins, par arrêté du 13 juin 2012 précisant l'étendue de l'expérimentation des dispositions prévoyant la participation de citoyens assesseurs au fonctionnement de la justice pénale, la ministre de la Justice, Christiane Taubira, a interrompu l'expérimentation faute de bilan de celle-ci , requis par la loi et exigé par le Conseil constitutionnel. 
Le 18 mars 2013, le gouvernement a mis fin à l'expérimentation dans les ressorts des cours d'appel y participant déjà à compter du 30 avril 2013. La notice de l'arrêté précise en effet que:
 « Le rapport sur le bilan de l'expérimentation, établi le 28 février 2013 à la demande de la ministre de la justice par deux avocats généraux de la Cour de cassation, constate qu'en dépit de certains aspects positifs réels la réforme des citoyens assesseurs a augmenté le coût de la justice et allongé les délais d'audiencement sans que l'image de la justice ne s'en trouve améliorée. Il conclut que la nécessaire participation des citoyens au fonctionnement de la justice pénale peut s'exprimer plus efficacement d'autres manières et qu'il n'y a dès lors pas lieu d'étendre cette réforme sur l'ensemble du territoire national. »

### Rôle du citoyen assesseur
Pendant l’audience, le citoyen assesseur a la possibilité de poser des questions au prévenu, à la victime, au témoin et à l’expert, en demandant la parole au président du tribunal correctionnel à côté duquel il siège. Il n’est cependant pas autorisé à manifester son opinion. C’est lors du délibéré, après l’audience, que le citoyen assesseur est invité à donner son avis sur la culpabilité et la peine à prononcer. La décision finale est prise à la majorité simple après délibération entre les trois magistrats et les deux citoyens assesseurs.

#### Tribunal correctionnel et chambre des appels correctionnels de la cour d’appel
Les citoyens assesseurs sont convoqués au tribunal correctionnel et à la chambre des appels correctionnels pour juger les atteintes violentes aux personnes. Ils jugent notamment les personnes accusées de vols avec violence, d'agressions sexuelles, de destructions et de dégradations de biens dangereuses pour les personnes.
À l'audience, le président du tribunal correctionnel ou l'un des deux magistrats qui l'assiste expose de façon concise les faits reprochés et les éléments à charge et à décharge. Le président donne lecture des conclusions des expertises.
Le président (qui est l'un des trois magistrats) veille à ce que les citoyens assesseurs puissent prendre connaissance de tous les éléments du dossier. Ils peuvent poser des questions au prévenu, à la partie civile, aux témoins et aux experts en demandant la parole au président.
À l'issue de l'audience, les magistrats et les citoyens assesseurs se retirent pour délibérer et se prononcer sur la qualification des faits, la culpabilité du prévenu et la peine.
Les exceptions de nullité et les questions préalables de constitutionalité sont tranchées par les magistrats professionnels ; il en est de même des intérêts civils, c'est-à-dire des dommages-intérêts alloués à la victime.

#### Tribunal correctionnel pour mineurs
Si le citoyen assesseur est convoqué pour siéger au sein d'un tribunal correctionnel pour mineurs, il doit juger les mineurs de 16 à 18 ans qui ont commis des délits graves en récidive. Il s’agit de mineurs déjà condamnés par le tribunal pour enfants qui comparaissent devant le tribunal correctionnel pour mineurs après avoir commis le même type de délits. Ces délits sont punis d’au moins cinq ans d’emprisonnement, et pour l’essentiel, constituent des violences contre les personnes ou les biens.
Au cours de l’audience, le mineur, ses parents et son avocat sont entendus, ainsi que, le cas échéant, la partie civile et son avocat. Il est également procédé à l’audition des éducateurs de la protection judiciaire de la jeunesse qui ont suivi le mineur. En outre, comme il s’agit d'un mineur récidiviste, les deux citoyens assesseurs et les trois magistrats désignés doivent se prononcer sur l’application des «peines planchers». En fonction de son âge et de sa personnalité, les peines d’emprisonnement encourues par un mineur peuvent être diminuées par deux par rapport à celles prévues pour un majeur.

#### Tribunal de l’application des peines et chambre de l’application des peines de la cour d’appel
Les citoyens assesseurs peuvent également être appelés à siéger au tribunal de l’application des peines. Aux côtés des trois magistrats, ils doivent se prononcer sur l’octroi des mesures de libérations conditionnelles en fonction du quantum de peine prononcé et du reliquat de peine restant à exécuter ainsi que sur les demandes de suspension ou de réduction de période de sûreté.
De même, en appel, ils statuent au sein de la chambre de l’application des peines sur les décisions prises par les tribunaux de l’application des peines et dans certains cas sur les suspensions de peine pour les condamnés gravement malades.

### Mode de désignation
D’après le  décret du 12 octobre 2011, les personnes susceptibles d’être désignées « citoyens assesseurs » doivent remplir les conditions suivantes :
- Ne pas avoir été inscrites la même année sur la liste annuelle du jury d'assises
- Ne pas avoir exercé les fonctions de juré ou de citoyen assesseur au cours des cinq années précédant l'année en cours et ne pas avoir été inscrites, l'année précédente, sur une liste annuelle du jury ou sur une liste annuelle des citoyens assesseurs
- Satisfaire aux conditions d'aptitude légale (cf.2e tirage au sort par la commission départementale)
- Résider dans le ressort du tribunal de grande instance
- Ne pas exercer des fonctions incompatibles avec celle de juré : être membre du gouvernement, parlementaire, magistrat, fonctionnaire de police, agent de l'administration pénitentiaire, ou encore militaire.

#### 1ertirageau sort sur les listes électorales
Les personnes tirées au sort sur les listes électorales en sont avisées par le maire et reçoivent un recueil d’informations qu’elles doivent remplir et retourner à la commission départementale de désignation des jurés et des citoyens assesseurs.

#### 2etirageau sort par la commission départementale
La commission départementale procède à un nouveau tirage au sort qui permet de désigner les personnes qui seront sur la ou les listes annuelles des citoyens assesseurs des tribunaux de grande instance du département. Avant ce tirage au sort, la commission écarte les personnes qui ne remplissent pas les conditions posées par la loi : celles qui ont déjà exercé ces fonctions dans les cinq années précédentes, qui ont fait l’objet d’une condamnation ou qui exercent des fonctions publiques ou juridictionnelles. La commission examine également les demandes de dispense (motifs graves).

#### Inscription sur la liste annuelle et convocation  à la formation
Les personnes inscrites sur la liste annuelle des citoyens assesseurs en sont informées par courrier.

#### Désignation des personnes participant aux audiences
Au cours de l’année suivant leur inscription sur la liste annuelle, de janvier à décembre, les citoyens assesseurs sont convoqués pour des audiences, au moins quinze jours avant le début de chaque trimestre. Toutefois, en cas d'urgence, un citoyen assesseur peut être appelé à siéger sans délai, avec son accord. Les  audiences ont lieu du lundi au vendredi et durent, en général, une demi-journée .
L’exercice des fonctions de citoyen constitue un devoir civique. Par conséquent, il n’est pas possible de refuser une convocation sauf motif légitime (par exemple : avoir un enfant gravement malade ou handicapé). Le fait de ne pas se présenter sans motif légitime ou de refuser, sans motif légitime, de se prêter aux opérations permettant de vérifier qu'elle remplit les conditions pour exercer les fonctions de citoyen assesseur est puni d’une amende de 3 750€.

### Formation des citoyens assesseurs
Avant d'exercer leurs fonctions, les citoyens assesseurs suivent une formation d'une journée sur le fonctionnement de la justice pénale et les fonctions qu'ils devront exercer. La formation comporte en outre la visite d'un établissement pénitentiaire.
Cette formation est dispensée par un ou plusieurs magistrats du siège des juridictions et du ministère public des juridictions du ressort de la cour d'appel ainsi qu’un avocat.
Selon l’article 2-14 du décret du 12-10-2011, la formation porte sur :
- La composition, les modes de saisie et la compétence des juridictions pénales comportant des citoyens assesseurs.
- Les délits relevant de la compétence de ces juridictions.
- Les règles relatives à la responsabilité pénale et aux causes d'irresponsabilité.
- Le rôle respectif des magistrats du siège et du ministère public, ainsi que des avocats de la défense et de la partie civile.
- Les règles déontologiques qui s'imposent aux juges, notamment les obligations découlant pour eux des exigences d'impartialité et de probité.
- Le principe de la présomption d'innocence et les règles relatives à l'administration de la preuve en matière pénale.
- Les règles relatives au prononcé des peines et à leur exécution.

### Indemnisation des citoyens assesseurs
Le versement d’une indemnité, similaire à celle prévue pour les jurés de cour d'assises, est prévu si le citoyen assesseur en fait la demande. Il peut s’agir d’une indemnité accordée pour la présence à la journée d’audience, la compensation d’une perte de salaire, la couverture des frais de repas, de transport, de péage et de stationnement (sur présentation de justificatifs).

## Avantages et inconvénients du système; approbations et critiques

### Aspects positifs
Le dispositif a été créé afin de rapprocher la justice des citoyens et de les faire participer à l'œuvre de justice, rendue au nom du peuple français.

### Aspects négatifs
Les citoyens assesseurs, n'étant pas des professionnels, doivent juger en équité. À ce titre, ils introduisent une distorsion dans la justice, car les tribunaux doivent juger en droit et en fait .
En raison de la faible durée de participation aux audiences et de la rotation très importante de ces assesseurs, il y a lieu de craindre que la jurisprudence des tribunaux répressifs, soit crée des incohérences ponctuelles, soit tende à un conservatisme : les citoyens assesseurs, face à des magistrats professionnels, peuvent s'en remettre à leur appréciation.[réf. nécessaire]
Les audiences risquent de durer plus longtemps, dans la mesure où la journée de formation est insuffisante pour appréhender la globalité du raisonnement judiciaire. Pour chaque affaire, les magistrats professionnels devront indiquer ou rappeler aux citoyens assesseurs les critères de détermination des peines, les différents types de peine (emprisonnement ferme, sursis, sursis avec mise à l'épreuve, travail d'intérêt général, sursis avec travail d'intérêt général, etc) et la coordination entre ces peines et leur régime juridique.[réf. nécessaire]